# The Party Scene
| Recensione   | Giudizio |
| ------------ | -------- |
| AbsolutePunk | 81%      |

The Party Scene è il primo album realizzato dal gruppo pop punk/emo-pop All Time Low e pubblicato il 19 luglio 2005 per la Emerald Moon Records.

## Tracce
Testi di Alex Gaskarth, musiche di All Time Low.
1. Prelude – 0:43
2. The Party Scene – 2:58
3. Lullabies – 3:58
4. Hometown Heroes; National Nobodies – 2:53
5. Circles – 3:20
6. Interlude – 1:50
7. We Say Summer – 3:06
8. Break Out! Break Out! – 3:10
9. Running From Lions – 3:06
10. Noel – 4:10
11. I Can't Do The One-Two Step – 4:02
12. The Girl's A Straight-Up Hustler – 3:59

Durata totale: 37:15

## Formazione
Formazione come da libretto

### All Time Low
- Alex Gaskarth – chitarra ritmica, voce
- Rian Dawson – batteria
- Zack Merrick – basso, cori
- Jack Barakat – chitarra solista

### Musicisti aggiuntivi
- Paul Leavitt – arrangiamenti aggiuntivi, pianoforte, synth, corde, percussioni, effetti
- Alex Gaskarth – pianoforte, synth, corde, percussioni, effetti
- Matt Parsons – voce (traccia 12)

### Produzione
- Paul Leavitt – produzione, mixaggio, ingegneria del suono
- Alan Douches – mastering
- Mario Garza – layout e design del CD